# Campeonato regional de fútbol de Santo Antão Norte 2016-17
El campeonato regional de Santo Antão Norte 2016-17 es el campeonato que se juega en los municipios de Paul y Ribeira Grande de isla de Santo Antão. Empezó el 12 de noviembre de 2016. El torneo lo organiza la federación de fútbol de Santo Antão Norte. El Sinagoga FC es el equipo defensor del título.
El torneo lo disputan 6 equipos en un total de 10 jornadas disputada a ida y vuelta. El campeón jugará el campeonato caboverdiano de fútbol 2017, y el que finalice en la última posición desciende a la segunda división. Los partidos se disputan en el estadio João Serra.
A falta de 3 jornadas el Paulense se proclama campeón sin haber perdido ni un solo partido y habiendo recibido solo tres goles en contra. También a falta de 3 jornadas el Rosariense consigue el ascenso al acabar campeón de la segunda división.

## Equipos participantes
- Beira-Mar
- Foguetões
- UD Janela
- Paulense
- Santo Crucifixo
- Sinagoga FC

## Tabla de posiciones
| Pos.                                      | Equipo          | PJ | PG | PE | PP | GF | GC | Dif. | Pts. |
| ----------------------------------------- | --------------- | -- | -- | -- | -- | -- | -- | ---- | ---- |
| 1                                         | Paulense (C)    | 10 | 9  | 1  | 0  | 29 | 5  | +24  | 28   |
| 2                                         | Sinagoga FC     | 10 | 4  | 3  | 3  | 13 | 10 | +3   | 15   |
| 3                                         | Santo Crucifixo | 10 | 4  | 2  | 4  | 14 | 17 | -3   | 14   |
| 4                                         | Beira-Mar       | 10 | 3  | 3  | 4  | 11 | 18 | -7   | 12   |
| 5                                         | Foguetões       | 10 | 2  | 3  | 5  | 16 | 19 | -3   | 9    |
| 6                                         | UD Janela (D)   | 10 | 0  | 4  | 6  | 8  | 22 | -14  | 4    |
| Última actualización: 26 de marzo de 2017 |                 |    |    |    |    |    |    |      |      |

|  | Clasificado para el campeonato caboverdiano de fútbol 2017. |
|  | Descendido a segunda división de Santo Antão Norte.         |

(C) Campeón
(D) Descendido

## Resultados
| Foguetões       | 1 - 1 | Janela   | João Serra | 12 de noviembre | 14:00 |
| Santo Crucifixo | 0 - 1 | Sinagoga | João Serra | 12 de noviembre | 16:00 |
| Beira-Mar       | 0 - 4 | Paulense | João Serra | 13 de noviembre | 16:00 |

| Paulense | 5 - 0 | Santo Crucifixo | João Serra | 19 de noviembre | 14:00 |
| Janela   | 1 - 1 | Beira-Mar       | João Serra | 19 de noviembre | 16:00 |
| Sinagoga | 4 - 0 | Foguetões       | João Serra | 20 de noviembre | 16:00 |

| Sinagoga        | 1 - 1 | Janela    | João Serra | 10 de diciembre | 14:00 |
| Foguetões       | 0 - 1 | Paulense  | João Serra | 10 de diciembre | 16:00 |
| Santo Crucifixo | 2 - 0 | Beira-Mar | João Serra | 11 de diciembre | 16:00 |

| Beira-Mar       | 3 - 2 | Foguetões | João Serra | 17 de diciembre | 14:00 |
| Santo Crucifixo | 3 - 1 | Janela    | João Serra | 17 de diciembre | 16:00 |
| Paulense        | 1 - 0 | Sinagoga  | João Serra | 18 de diciembre | 16:00 |

| Sinagoga  | 3 - 0 | Beira-Mar       | João Serra | 21 de enero | 14:00 |
| Foguetões | 1 - 1 | Santo Crucifixo | João Serra | 21 de enero | 16:00 |
| Janela    | 0 - 3 | Paulense        | João Serra | 22 de enero | 16:00 |

| Sinagoga | 0 - 2 | Santo Crucifixo | João Serra | 11 de febrero | 14:00 |
| Paulense | 3 - 2 | Beira-Mar       | João Serra | 11 de febrero | 16:00 |
| Janela   | 1 - 2 | Foguetões       | João Serra | 12 de febrero | 16:00 |

| Foguetões       | 4 - 1 | Sinagoga | João Serra | 18 de febrero | 14:00 |
| Beira-Mar       | 1 - 1 | Janela   | João Serra | 18 de febrero | 16:00 |
| Santo Crucifixo | 1 - 4 | Paulense | João Serra | 19 de febrero | 16:00 |

| Beira-Mar | 1 - 0 | Santo Crucifixo | João Serra | 11 de marzo | 14:00 |
| Paulense  | 3 - 2 | Foguetões       | João Serra | 11 de marzo | 16:00 |
| Janela    | 1 - 3 | Sinagoga        | João Serra | 12 de marzo | 16:00 |

| Sinagoga  | 0 - 0 | Paulense        | João Serra | 18 de marzo | 14:00 |
| Janela    | 1 - 2 | Santo Crucifixo | João Serra | 18 de marzo | 16:00 |
| Foguetões | 1 - 2 | Beira-Mar       | João Serra | 19 de marzo | 16:00 |

| Paulense        | 5 - 0 | Janela    | João Serra | 25 de marzo | 14:00 |
| Beira-Mar       | 1 - 1 | Sinagoga  | João Serra | 25 de marzo | 16:00 |
| Santo Crucifixo | 3 - 3 | Foguetões | João Serra | 26 de marzo | 16:00 |

### Evolución de las posiciones
| Equipo / Jornada | 01 | 02 | 03 | 04 | 05 | 06 | 07 | 08 | 09 | 10 |
| ---------------- | -- | -- | -- | -- | -- | -- | -- | -- | -- | -- |
| Beira-Mar        | 6  | 5  | 6  | 4  | 4  | 5  | 5  | 5  | 4  | 4  |
| Foguetões        | 4  | 4  | 5  | 6  | 6  | 4  | 4  | 4  | 5  | 5  |
| UD Janela        | 3  | 3  | 3  | 5  | 5  | 6  | 6  | 6  | 6  | 6  |
| Paulense         | 1  | 1  | 1  | 1  | 1  | 1  | 1  | 1  | 1  | 1  |
| Santo Crucifixo  | 5  | 6  | 4  | 3  | 3  | 3  | 3  | 3  | 3  | 3  |
| Sinagoga FC      | 2  | 2  | 2  | 2  | 2  | 2  | 2  | 2  | 2  | 2  |

| Campeón Paulense Desportivo Clube 7.o título |

## Estadísticas
- Mayor goleada:

Paulense 5 - 0 Santo Crucifixo (19 de noviembre)
Paulense 5 - 0 Janela (25 de marzo)
- Partido con más goles:

Paulense 5 - 0 Santo Crucifixo (19 de noviembre)
Paulense 3 - 2 Beira Mar (11 de febrero)
Paulense 5 - 0 Janela (25 de marzo)
- Mejor racha ganadora: Paulense; 8 jornadas (jornada 1 a 8)
- Mejor racha invicta: Paulense; 10 jornadas (jornada 1 a 10)
- Mejor racha marcando: Paulense; 8 jornadas (jornada 1 a 8)
- Mejores racha imbatida: Paulense; 5 jornadas (jornada 1 a 5)